# 谷川義春
谷川 義春（たにかわ よしはる　1977年2月6日）は、テレビドラマの選曲、音響効果担当者。茨城県水戸市出身。元音響制作会社スポットドラマ制作部長。2020年4月より株式会社ニートネストへ移籍。

## 担当作品

### テレビドラマ

#### 2000年代

##### 連続ドラマ
- ダイヤモンドガール（フジテレビジョン,2003年4月期,音響効果）
- クニミツの政（関西テレビ,フジテレビジョン,2003年7月期,音響効果）
- あした天気になあれ。（日本テレビ,2003年10月期,音響効果）
- FIRE BOYS 〜め組の大吾〜（フジテレビジョン,2004年1月期,音響効果）
- ワンダフルライフ（フジテレビジョン,2004年4月期,音響効果）
- 人間の証明（フジテレビジョン,2004年7月期,音響効果）
- ハングリーキッド（フジテレビジョン,2004年7月期,音響効果）
- マザー&ラヴァー（関西テレビ,フジテレビジョン,2004年10月期,音響効果）
- 救命病棟24時第3シリーズ（フジテレビジョン,2005年1月期,音響効果）
- 海猿（フジテレビジョン,2005年7月期,音響効果）
- 熟年離婚（テレビ朝日,2005年10月,音響効果）
- トップキャスター（フジテレビジョン,2006年4月期,音響効果）
- 役者魂！（フジテレビジョン,2006年10月期,音響効果）
- 結婚披露宴～人生最悪の３時間～（フジテレビジョン,2007年1月期,選曲・音響効果）
- 帰ってきた時効警察（テレビ朝日,2007年4月期,選曲）
- ホテリアー（テレビ朝日,2007年4月期,選曲）
- ロス:タイム:ライフ（フジテレビジョン,2008年1月期,選曲）
- 乙女のパンチ（NHK,2008年4月期,選曲）
- 太陽と海の教室（フジテレビジョン,2008年7月期,音響効果）
- モンスターペアレント（フジテレビジョン,2008年7月期,音響効果）
- メン☆ドル～イケメンアイドル～（テレビ東京,2008年10月,選曲）
- チーム・バチスタの栄光（フジテレビジョン,関西テレビ,MMJ,2008年10月期,選曲）
- タイムスクープハンター（NHK,2009年4月期,選曲・音響効果）
- 嬢王virgin（テレビ東京,2009年10月期,選曲)

##### スペシャルドラマ
- はたち～1983年に生まれて～（フジテレビジョン,2004年1月,音響効果）
- 9・11　NYテロ真実の物語（フジテレビジョン,2004年9月,音響効果）
- 世にも奇妙な物語 '秋の特別編(2004年)（フジテレビジョン,2004年9月,音響効果）
- 救命病棟24時スペシャル（フジテレビジョン,2005年1月,音響効果）
- スチュワーデス刑事９（フジテレビジョン,2005年1月,音響効果）
- 交渉人（テレビ朝日,2005年3月,音響効果）
- 救命病棟24時アナザーストーリー（フジテレビジョンフジテレビジョン,2005年3月,音響効果）
- 世にも奇妙な物語 '春の特別編(2005年)（フジテレビジョン,2005年4月,音響効果）
- ずっと逢いたかった。(フジテレビジョン,2005年9月,音響効果）
- 東京ワンダーツアーズ　IN SNOW（日本テレビ,2006年2月,音響効果）
- 翼の折れた天使たち　第２夜 ライブチャット（フジテレビジョン,2006年2月,選曲・音響効果）
- 妻は多重人格者（フジテレビジョン,2006年3月,音響効果）
- 世にも奇妙な物語　15周年の特別編（フジテレビジョン,2006年3月,音響効果）
- ビバ!山田バーバラ（テレビ朝日,2006年6月,選曲・音響効果）
- 59番目のプロポーズ結婚適齢期の女の本音（日本テレビ,2006年7月,音響効果）
- ナツムシ（関西テレビ,2006年8月,音響効果）
- 世にも奇妙な物語 秋の特別編(2016年)（フジテレビジョン,2006年10月.選曲・音響効果）
- 結婚披露宴～人生最悪の３時間～番外編（フジテレビジョン,2007年3月,選曲・音響効果）
- 新幹線ガールShinkansen girl（日本テレビ,2007年7月,音響効果）
- はだしのゲン（フジテレビジョン,2007年8月,音響効果)
- 世にも奇妙な物語　秋の特別編(2017年)（フジテレビジョン,2007年10月,選曲・音響効果）
- 殺人行おくのほそ道（フジテレビジョン,2007年12月,音響効果）
- 半落ち（テレビ朝日,2007年12月,音響効果）
- 美ら海からの年賀状（フジテレビジョン,2007年12月,音響効果）
- 姿三四郎（テレビ東京,2007年12月,音響効果）
- ユンゲル～田園調布ネズミ男事件（フジテレビジョン,2008年1月,音響効果）
- ホームレス中学生２（フジテレビジョン,2009年4月,音響効果）
- 上野樹里と５つの鞄「ギターケースの女。」（WOWOW,2009年9月,音響効果）
- チーム・バチスタの栄光SPECIAL～新たな迷宮への招待～（フジテレビジョン,関西テレビ,MMJ,2009年9月,選曲）
- チーム・バチスタ第2弾 ナイチンゲールの沈黙（フジテレビジョン,関西テレビ,MMJ,2009年10月,選曲）
- タイムスクープハンタースペシャル 幕末決死行! 江戸牢獄 限界長屋の実態（NHK,2009年12月,選曲・音響効果）

#### 2010年代

##### 連続ドラマ
- インディゴの夜（東海テレビ,共同テレビ,2010年1月期,選曲）
- ジェネラル・ルージュの凱旋（フジテレビジョン,関西テレビ,MMJ,2010年4月期,選曲）
- タイムスクープハンター2（NHK,2010年4月期,選曲・音響効果）
- 熱海の捜査官（テレビ朝日,2010年7月期,選曲）
- 天使の代理人（東海テレビ,共同テレビ,2010年10月期,選曲）
- さくら心中（東海テレビ,共同テレビ,2011年1月期,選曲）
- 美しい隣人（フジテレビジョン,関西テレビ,MMJ,2011年1月期,選曲）
- タイムスクープハンター3（NHK,2011年4月期,選曲・音響効果）
- アリアドネの弾丸（フジテレビジョン,関西テレビ,MMJ,2011年7月期,選曲）
- バラ色の聖戦（テレビ朝日,2011年7月期,音響効果）
- 家政婦のミタ（日本テレビ,2011年10月期,音響効果）
- ラストマネー 愛の値段（NHK,2011年10月期,音響効果）
- 鈴子の恋（東海テレビ,共同テレビ,2012年1月期,選曲）
- タイムスクープハンター4（NHK,2012年4月,選曲・音響効果）
- ぼくの夏休み（東海テレビ,2012年7月期,選曲）
- GTO（フジテレビジョン,関西テレビ,MMJ,2012年7月期,選曲）
- ドクターＸ 外科医 大門未知子（テレビ朝日,2012年10月期,音響効果）
- 赤い糸の女（東海テレビ,2012年10月期,選曲）
- サキ（テレビ朝日,2013年1月期,選曲）
- 白衣のなみだ（東海テレビ,2013年4月期,選曲）
- タイムスクープハンター5（NHK,2013年4月期,選曲・音響効果）
- ぴんとこな（TBS,2013年7月期,選曲）
- 家族の裏事情（フジテレビ,2013年10月期,選曲）
- 天国の恋(東海テレビ,2013年10月期,選曲）
- 螺鈿迷宮（フジテレビジョン,関西テレビ,2014年1月期,選曲）

- タイムスクープハンター6（NHK,2014年4月期,選曲・音響効果）
- SMOKING GUN～決定的証拠～（フジテレビジョン,共同テレビ,2014年4月期,選曲）
- GTO2（フジテレビジョン,関西テレビ,MMJ,2014年7月期,選曲）
- 碧の海～LONG SUMMER～（東海テレビ東海テレビ,2014年7月期,選曲）
- 相棒13（テレビ朝日,2014年10月期,選曲）
- SAKURA～事件を聞く女～（TBS,2014年10月期,選曲）
- ほっとけない魔女たち（東海テレビ,共同テレビ,2014年10月期,選曲）
- マザー・ゲーム～彼女たちの階級～（TBS,2015年4月期,選曲）
- 明日もきっと、おいしいご飯（東海テレビ,2015年7月期,選曲）
- 癒し屋キリコの約束（東海テレビ,2015年7月期,選曲）
- エイジハラスメント（テレビ朝日,2015年7月期,選曲）
- 相棒14（テレビ朝日,2015年10月期,選曲）
- スミカスミレ（テレビ朝日,2016年1月期,選曲）
- 重版出来！（TBS,2016年4月期,選曲）
- OLですが、キャバ嬢はじめました（MBS,2016年4月期,選曲）
- 朝が来る（東海テレビ,2016年7月期,選曲）
- 相棒15（テレビ朝日,2016年10月期,選曲）
- やすらぎの郷（テレビ朝日テレビ朝日,2017年4月期,選曲）
- 社長室の冬 巨大新聞社を獲る男（WOWOW,2017年4月期,選曲）
- 警視庁いきもの係（フジテレビ,2017年7月期,選曲）
- ウツボカズラの夢（東海テレビ,2017年7月期,選曲）
- トットちゃん！（テレビ朝日,2017年10月期,選曲）
- 相棒16（テレビ朝日,2017年10月期,選曲）
- 沈黙法廷（WOWOW,2017年10月期,選曲）
- 卒業バカメンタリー（日本テレビ,2018年1月期,選曲）
- 越路吹雪物語（テレビ朝日,2018年1月期,選曲）
- 執事 西園寺の名推理（テレビ東京,2018年4月期,選曲）
- デイジー・ラック（NHK,2018年4月期,選曲）
- パフェちっく!（FOD,2018年7月期,選曲）
- いつかこの雨がやむ日まで（東海テレビ,2018年7月期,選曲）
- スーパーチューナー（WOWOW,2019年4月期,選曲）
- 相棒17（テレビ朝日,2018年10月期,選曲）
- 執事 西園寺の名推理（テレビ東京,2019年4月期,選曲）
- やすらぎの刻　道（テレビ朝日テレビ朝日,2019年4月期,選曲）
- セミオトコ(テレビ朝日テレビ朝日,2019年7月期,選曲）
- 簡単なお仕事です。に応募してみた（日本テレビ,2019年7月期,選曲）
- 相棒18（テレビ朝日,2019年10月期,選曲）
- 時効警察はじめました（テレビ朝日,2019年10月期,選曲）
- ブスの瞳に恋してる2019(FOD,2019年10月期,選曲）

##### スペシャルドラマ
- 山峡の章（フジテレビジョン,2010年1月,選曲）
- 夢の見つけ方教えたる2（フジテレビジョン,2010年3月,選曲）
- 世にも奇妙な物語　20周年スペシャル・春～人気番組競演編～（フジテレビジョン,2010年4月,選曲）
- おかげ様で！（中部日本放送,2010年9月,音響効果）
- タイムスクープハンタースペシャル　滅亡パニック！彗星大接近（NHK,2010年12月,選曲・音響効果）
- チーム・バチスタSP2011～さらばジェネラル!天才救命医は愛する人を救えるか～（フジテレビジョン,関西テレビ,MMJ,2011年1月,選曲）
- タイムスクープハンター０号（NHK,2011年4月,選曲・音響効果）
- 世にも奇妙な物語　21世紀21年目の特別編（フジテレビジョン,2011年5月,選曲）
- 最後の晩餐 〜刑事・遠野一行と七人の容疑者〜（テレビ朝日,2011年5月,音響効果）
- 小林家の人々（NHK,2011年8月,選曲・音響効果）
- フォルティッシモ　また逢う日のために（BSフジ,2011年9月,選曲）
- 世にも奇妙な物語 2011年 秋の特別編（フジテレビジョン,2011年11月,音響効果）
- タイムスクープハンタースペシャル 戦国SOS カラス天狗を追え!（NHK,2011年12月,選曲・音響効果）
- 世にも奇妙な物語　2012年春の特別編（フジテレビジョン,2012年4月,音響効果）
- 乙女のパンチ特別編集版（NHK,2012年4月,選曲)
- レベル７（TBS,2012年5月,音響効果）
- 検事霞夕子３　年一回の訪問者（フジテレビジョン,2012年6月,音響効果）
- 刑事吉永誠一　涙の事件簿９（テレビ東京,2012年6月,音響効果）
- GTO　秋も鬼暴れスペシャル（フジテレビジョン,関西テレビ,MMJ,2012年10月,選曲)
- タイムスクープハンタースペシャル てんてこ舞い“大奥”歳末始末記（NHK,2012年12月,選曲・音響効果）
- GTO　お正月スペシャル！（フジテレビジョン,関西テレビ,MMJ,2013年1月,選曲)
- GTO完結編～さらば鬼塚！卒業スペシャル～（フジテレビジョン,関西テレビ,MMJ,2013年4月,選曲)
- 刑事吉永誠一　涙の事件簿11(テレビ東京,2013年4月,音響効果）
- 世にも奇妙な物語  2013年春の特別編（フジテレビジョン,2013年5月,選曲）
- 顔（フジテレビジョン,2013年10月,音響効果）
- タイムスクープハンタースペシャル 緊急指令!守れ秘伝の味（NHK,2014年1月,選曲・音響効果）
- 警部補・佐々木丈太郎7（フジテレビジョン,2014年6月,選曲）
- このミステリーがすごい！2014（TBS,2014年12月,選曲）
- Kesennuma，Voices．4（TBS,2015年3月,選曲・音響効果）
- GTOTAIWAN（配信,2015年3月,選曲)
- 世にも奇妙な物語 25周年スペシャル・春～人気マンガ家競演編～（フジテレビジョン,2015年4月,選曲）
- 世にも奇妙な物語 25周年記念!秋の2週連続SP映画監督編（フジテレビジョンフジテレビジョン,2015年11月,選曲）
- このミステリーがすごい！2014（TBS,2015年11月,選曲）
- ふなっしー探偵（フジテレビジョン,2016年1月,選曲）
- 夏目家どろぼう綺談（テレビ朝日,2016年1月,選曲）
- 叡古教授の事件簿（テレビ朝日,2016年5月,選曲）
- 少女のみる夢（テレビ朝日テレビ朝日,2016年7月,選曲）
- 往復書簡(TBS,2016年9月,選曲）
- 世にも奇妙な物語  秋の特別編(2016年)（フジテレビジョン,2016年10月,選曲）
- 50キュン恋愛物語（関西テレビ,2016年11月,選曲テレビ朝日テレビ朝日）
- ストリートワイズ・イン・ワンダーランド（フジテレビジョン,2017年3月,選曲）
- 赤い博物館２（TBS,2017年7月,選曲）
- 白日の鴉（テレビ朝日テレビ朝日,2018年1月,選曲）
- 鳥啼村の惨劇（TBS,2018年3月,選曲)
- ストリートワイズ・イン・ワンダーランド2（フジテレビジョン,2018年3月,選曲）
- 探偵物語（テレビ朝日テレビ朝日,2018年4月,選曲）
- 世にも奇妙な物語  春の特別編(2018年)（フジテレビジョン,2018年5月,選曲）
- おくのほそ道迷宮紀行（TBS,2018年6月,選曲）
- 離婚なふたり（テレビ朝日テレビ朝日,2019年4月,選曲）

#### 2020年代

##### 連続ドラマ
- CODE1515（BSフジ,2020年4月期,選曲）
- 真夏の少年〜19452020（テレビ朝日,MMJ,2020年7月期,選曲）
- 相棒19（テレビ朝日,2020年10月期,選曲）
- バベル九朔（日本テレビ,2020年10月期,選曲）
- 夜がどれほど暗くても（WOWOW,2020年11月期,選曲）
- 知ってるワイフ（フジテレビジョン,共同テレビジョン,2021年1月期,選曲）
- その女、ジルバ（東海テレビ,テレパック,フジテレビジョン,2021年1月期,選曲）
- 書けないッ!?〜脚本家 吉丸圭佑の筋書きのない生活〜（テレビ朝日,2021年1月期,選曲）
- ザ・ハイスクール ヒーローズ（テレビ朝日,2021年7月期,選曲）
- オリバーな犬、(Gosh!!)このヤロウ（NHK,2021年9月,選曲）
- ソロモンの偽証（WOWOW,2021年10月,選曲）
- 消えた初恋（テレビ朝日,2021年10月期,選曲）
- 相棒20（テレビ朝日,2021年10月期,選曲）
- だから殺せなかった（WOWOW,2022年1月期,選曲）
- しろめし修行僧（テレビ東京,ファインエンターテイメント,2022年4月期,選曲）
- クロステイル〜探偵教室〜（東海テレビ,テレパック,2022年4月期,選曲）
- 恋なんて、本気でやってどうするの？（関西テレビ,2022年4月期,選曲）
- NICE FLIGHT!（テレビ朝日,2022年7月期,選曲）
- 消しゴムをくれた女子を好きになった。（日本テレビ,2022年7月期,選曲）
- オリバーな犬、(Gosh!!)このヤロウ シーズン2（NHK,2022年9月,選曲）
- 帰らないおじさん（BS-TBS,2022年10月期,選曲）
- 相棒21（テレビ朝日,2022年10月期,選曲）
- 作りたい女と食べたい女（NHK,2022年11月期,選曲）
- 忍者に結婚は難しい（フジテレビジョン,2023年1月期,選曲）
- 三千円の使いかた（東海テレビ,テレパック,2023年1月期,選曲）
- 6秒間の軌跡〜花火師・望月星太郎の憂鬱（テレビ朝日,KADOKAWA,2023年1月期,選曲）
- ウツボラ（WOWOW,2023年3月期,選曲）
- 勝利の法廷式（読売テレビ,ホリプロ,2023年4月期,サウンドデザイン）
- 沼オトコと沼落ちオンナのmidnight call 〜寝不足の原因は自分にある。〜（テレビ東京,2023年8月期,サウンドデザイン）
- あたりのキッチン！（東海テレビ,2023年10月期,サウンドデザイン）
- 相棒22（テレビ朝日,2023年10月期,選曲）
- ゆりあ先生の赤い糸（テレビ朝日,2023年10月期,サウンドデザイン）
- 恋する警護24時（テレビ朝日,2024年1月期,選曲）
- 作りたい女と食べたい女 シーズン2（NHK,2024年1月期,選曲）
- 沈黙の艦隊 シーズン1 ～東京湾大海戦～（Amazon Prime Video,2024年2月,ミュージックエディター）
- イップス（フジテレビ,2024年4月期,選曲）
- 6秒間の軌跡〜花火師・望月星太郎の2番目の憂鬱（テレビ朝日,KADOKAWA,2024年4月期,選曲）
- 南くんが恋人!?（テレビ朝日,MMJ,2024年7月期,選曲）
- 相棒23（テレビ朝日,2024年10月期,選曲）
- TOKYO butterfly NIGHT（テレビ朝日,スキドラ,2025年4月期,サウンドデザイン）
- リベンジ・スパイ（テレビ朝日,ストームレーベルズ,2025年7月期,サウンドデザイン）
- 能面検事（テレビ東京,テレパック,2025年7月期,選曲）

##### スペシャルドラマ
- 白日の鴉２（テレビ朝日テレビ朝日,2020年1月,選曲）
- おかえり ～とこわかの町・伊勢～（東海テレビ,2020年1月,選曲）
- 左手一本のシュート（BS-TBS,2020年3月,選曲）
- エアガール（テレビ朝日,2021年3月,選曲）
- 女王の法医学〜屍活師〜（テレビ東京,BSテレ東,テレパック,2021年5月,選曲）
- 我が家の夏〜リバー・サイド・ファミリー〜（東海テレビ,2021年9月,選曲）
- 消えた初恋 朝まで一緒にキュンしよう 新春初キュンSP（テレビ朝日,2022年1月,選曲）
- 家族の写真（東海テレビ,2022年1月,選曲）
- 津田梅子〜お札になった留学生〜（テレビ朝日,2022年2月,選曲）
- 女王の法医学〜屍活師〜2（テレビ東京,BSテレ東,テレパック,2022年3月,選曲）
- ダマせない男（日本テレビ,2022年3月,選曲）
- キッチン革命（テレビ朝日,東映,2023年3月,選曲）
- 女王の法医学〜屍活師〜３（テレビ東京,BSテレ東,テレパック,2023年7月,選曲）
- 友情〜平尾誠二と山中伸弥「最後の一年」〜（テレビ朝日,2023年11月,サウンドデザイン）
- テレビ朝日開局65周年記念 松本清張 二夜連続ドラマプレミアム 第一夜「顔」（テレビ朝日,2024年1月,サウンドデザイン）
- 黄金の刻〜服部金太郎物語〜（テレビ朝日,2024年3月,選曲）
- 霊験お初〜震える岩〜（テレビ朝日,2024年5月,選曲）
- 鉄オタ道子、2万キロ〜秩父編〜（テレビ東京,C&Iエンタテインメント,2024年9月,選曲）
- 終りに見た街（テレビ朝日,2024年9月,選曲）
- 天城越え（NHK,2025年3月,選曲）
- まぐだら屋のマリア（NHK,2025年3月,選曲）

### 映画
- キャッチ・ア・ウェーブ（2006年,音響効果）
- アオグラ（2006年,音響効果）
- 椿山課長の七日間（2006年,音響効果）
- 僕らのワンダフルデイズ（2009年音響効果）
- チーム・バチスタFINAL ケルベロスの肖像(2014年,選曲）
- 恐怖人形（2019年,選曲）
- アパレルデザイナー(2020年,選曲）
- 有吉の壁 カベデミー賞 THE MOVIE（2022年6月,選曲）
- 沈黙の艦隊（2023年9月,ミュージックエディター）